# Gordan Petrić
Gordan Petrić (ur. 30 lipca 1969 w Belgradzie) – serbski piłkarz występujący na pozycji obrońcy. Wcześniej reprezentant Jugosławii. Trener piłkarski.

## Kariera klubowa
Petrić karierę rozpoczynał w 1985 roku w zespole OFK Beograd. W sezonie 1985/1986 spadł z nim z pierwszej do drugiej ligi. W 1989 roku został graczem pierwszoligowego Partizana. W sezonie 1991/1992 wywalczył z nim wicemistrzostwo Jugosławii, a także Puchar Jugosławii. W sezonie 1992/1993 wraz z Partizanem zdobył zaś mistrzostwo Jugosławii.
Pod koniec 1993 roku Petrić odszedł do szkockiego Dundee United. W sezonie 1993/1994 zdobył z nim Puchar Szkocji. W Dundee spędził 1,5 roku, a po sezonie 1994/1995 przeniósł się do Rangers. W ciągu trzech sezonów gry dla tego zespołu, zdobył z nim dwa mistrzostwa Szkocji (1995/1996 i 1996/1997), a także Puchar Szkocji (1995/1996).
W 1998 roku Petrić podpisał kontrakt z angielskim Crystal Palace z Division One. Spędził tam sezon 1998/1999, a potem odszedł do greckiego AEK Ateny. Tam występował przez kilka miesięcy i pod koniec 1999 roku przeszedł do szkockiego Hearts. W sezonie 1999/2000 zajął z nim 3. miejsce w Scottish Premier League. Graczem Hearts był do końca sezonu 2000/2001.
Potem grał jeszcze w chińskim Sichuan Dahe, gdzie w 2002 roku zakończył karierę.

## Kariera reprezentacyjna
W reprezentacji SFR Jugosławii Petrić zadebiutował 20 września 1989 wygranym 3:0 towarzyskim meczu z Grecją. W kadrze Jugosławii zagrał dwa razy. W 1997 roku wystąpił też w 3 spotkaniach reprezentacji Serbii występującej pod szyldem Jugosławii.